# La Loma (Yarumal)
La Loma a veces llamado Loma de Ochalí es un centro poblado del municipio colombiano de Yarumal (Antioquia). El centro poblado dista 90 kilómetros de la ciudad de Yarumal, por vía carreteable hasta El Valle (Toledo) o a lomo de mula, distando a su vez unas 2 horas de Ochalí y otras 3 horas desde este pueblo vecino hacia Yarumal en bus escalera. ubicado en el extremo occidental del municipio, su principal actividad económica es el cultivo de café.

## Historia y geografía
El centro poblado La Loma está ubicado sobre una cima de la cordillera central, su clima es templado y está esencialmente ligado culturalmente con los centros poblados de El Llano y Ochalí.Se encuentra en la zona de influencia del proyecto hidroituango y Es a su vez una de las regiones más distantes del municipio.
Tenemos como referente algunos apellidos que sobresalen en sus habitantes y que son reconocidos en toda las zonas  aledañas  (POSADA ,GARCIA, VILLA, ESPINOSA,CORREA)
En vista de este evidente aislamiento geográfico, hace algunos años se construyó un teleférico de más de 300 metros de altitud que comunica al centro poblado La Loma con el centro poblado El Llano, que mientras funcionó mejoró significativamente la calidad de vida y el renglón económico de la población.
Para el año 2016, entró el primer vehículo al pueblo, proveniente del centro poblado  El Valle, gracias a una vía carreteable que construyeron sus mismos pobladores, ya que no se contó con el apoyo del gobierno de turno esto con el fin de poder abastecer de alimentos a la comunidad y tener algún medio de transporte que contribuya al desarrollo de sus miembros. En la inauguración de la vía, presidió una misa el señor Obispo de Santa Rosa de Osos, el excelentísimo monseñor Jorge Alberto Ossa Soto.

El territorio que el gobierno de Yarumal administra desde la centralidad de La Loma, limita al norte con el municipio de Briceño, al oriente con las veredas los centros poblados Ochalí y El Llano, al sur con el municipio de San Andrés de Cuerquia y al occidente con el municipio de Toledo.